# مستدمية نزلية
المستدمية النزلية (بالاتينية Haemophilus influenzae) هي نوع من البكتيريا صغيرة متعددة الأشكال سالبة الغرام، أي عند صبغها بطريقة غرام تعطي نتيجة سالبة بكتيريا عصوية- سبحية.

## الأنواع والأعراض
أكتشف إلى الآن ستة أنواع لبكتيرية المستدمية النزلية وهي (أ، ب، ج، د، هـ، و)]]. لكن النوع (ب) يعتبر أشدها خطورة إذ تسبب أكثر من 90% من أنواع العدوى الخطيرة التي تهدد الأطفال ويتوفي ما بين 300 – 500 ألف طفل سنويا بسبب أمراض المستدمية النزلية (ب) لذا تشكل واحدة من أهم أسباب المراضة والوفيات بين الأطفال في العالم. وتختلف الأعراض حسب نوع البكتيريا ولكن الأعراض الأشد خطورة ترتبط بالنوع (ب) ومنها:
1- التهاب السحايا البكتيري.
2-الالتهاب الرئوي.
3-التهاب لسان المزمار.
4- تسمم دموي.
5- التهاب المفاصل.
6- التهاب الأنسجة تحت الجلدية
7- التهاب التامور(التهاب شغاف القلب).
أما عن باقي الأنواع الأخرى. عادة ما تكون اقل خطورة وتسبب التهابات في الجهاز التنفسي العلوي، مثل التهاب الأذن الوسطى والتهاب الجيوب الأنفية.

## التشخيص
قد تشمل السمات السريرية الأعراض الأولية لعدوى الجهاز التنفسي العلوي التي تشبه العدوى الفيروسية، والتي عادةً ما تشتمل على حمى غالبًا ما تكون منخفضة الدرجة. قد تتطور الإصابة لتشمل الجهاز التنفسي السفلي في غضون أيام قليلة، مع سمات تشبه في كثير من الأحيان سمات التهاب القصبات الهوائية. قد يصعب طرح البلغم مع السعال وغالبًا ما يكون لونه رمادي أو كريمي. قد يستمر السعال غير المعالج لأسابيع. تُشخص العديد من الحالات عند وجود التهابات صدرية لا تستجيب للبنسلين أو الجيل الأول من السيفالوسبورينات. يمكن من خلال الصورة الصدرية البسيطة بالأشعة السينية تحديد التصلد السنخي.
يُجرى التشخيص السريري للإصابة بالمستدمية النزلية من خلال الزرع الجرثومي أو تراص جسميات اللاتكس. يعتبر التشخيص أكيدًا عندما يُعزل الكائن الحي من موقع معقم من الجسم. . في هذا الصدد، فإن إيجابية العينة المستزرعة من التجويف الأنفي البلعومي أو البلغم لا تشير إلى ضرورة الإصابة، إذ أن هذه المواقع مُستعمرة من قبل المستدميات النزلية بشكل طبيعي لدى الأفراد الأصحاء. مع ذلك فإن عزل المستدمية النزلية من الدم أو السائل النخاعي تدل على حتمية الإصابة.

### الزرع
يُجرى الزرع الجرثومي للمستدمية النزلية على أطباق الآغار ويفضل آغار الشوكولا، مع إضافة العامل العاشر (الهيمين) والخامس (نيكوتيناميد أدينين ثنائي النوكليوتيد) عند 37 درجة مئوية في حاضنة غنية بثاني أكسيد الكربون. ينمو آغار الدم كظاهرة إضافية حول البكتيريا الأخرى. تظهر مستعمرات المستدمية النزلية على شكل مستعمرات محدبة أو ملساء أو شاحبة أو رمادية أو شفافة.
سيُظهر تلوين غرام والدراسة المجهرية لعينة من المستدمية النزلية عصورات سلبية الغرام. يمكن توصيف الكائن المستنبت بشكل أكبر باستخدام اختبارات الكاتالاز والأكسيداز، وكلاهما يجب أن يكون إيجابيًا. يستوجب إجراء المزيد من الاختبارات المصلية لتمييز عديد السكاريد الممحفظ والتفريق بين المستدمية النزلية والأنواع غير الممحفظة.
على الرغم من أن الزرع البكيتيري للمستدمية النزلية عالي النوعية، لكنه يفتقر للحساسية. استخدام المضادات الحيوية قبل جمع العينات يقلل بشكل كبير من معدل العزل، إذ أنه يقتل البكتيريا قبل أن يصبح تمييزها ممكنًا. علاوةً على ذلك، المستدمية النزلية هي بكتيريا صعبة الزرع، وأي تعديل في إجراءات الزرع يقلل من معدلات عزلها بشكل كبير. أدى تدني جودة المختبرات في البلدان النامية إلى ضعف معدلات عزل المستدمية النزلية.
سوف تنمو المستدمية النزلية في المنطقة الانحلالية للمكورات العنقودية الذهبية على ألواح آغار الدم؛ يؤدي انحلال الخلايا الذي تسببه العنقوديات الذهبية إلى إطلاق العامل الخامس اللازم لنمو المستدميات النزلية. لا تنمو المستدمية النزلية خارج المنطقة الانحلالية للمكورات العنقودية الذهبية بسبب نقص العناصر الغذائية مثل العامل الخامس في هذه المناطق. يعد آغار فيلدز الأفضل للزرع. في وسط ليفنثال، تُظهر السلالات الممحفظة تقزح لوني مميز.

### تراص جسيمات اللاتكس
يعد اختبار تراص جسيمات اللاتكس (إل إيه تي) طريقة أكثر حساسية من الزرع البيكتيري للكشف عن المستدمية النزلية. نظرًا لأن الطريقة تعتمد على مستضد بدلًا من البكتيريا القابلة للحياة، فإن النتائج لا تتأثر بالاستخدام المسبق للمضادات الحيوية. ولها أيضًا فائدة إضافية تتمثل في كونها أسرع بكثير من أساليب الزرع. مع ذلك، فإن اختبار الحساسية للمضادات الحيوية غير ممكن باستخدام تراص جسيمات اللاتكس وحده، لذلك يستوجب إجراء زرع بيكتيري في نفس الوقت.

### الطرق الجزيئية
أثبتت اختبارات تفاعل البوليميراز المتسلسل أنها أكثر حساسية من تراص اللاتكس والزرع البكتيري، وهي عالية النوعية أيضًا، مع ذلك فلم تُعتمد بشكل روتيني في الظروف السريرية. لقد ثبت أن الرَحَلاَنٌ المَناعِيٌّ بالتَّيَّارِ العَكْسِيّ طريقة فعالة في التشخيص البحثي ولكن حل محلها تفاعل البوليميراز المتسلسل بشكل كبير.

## التفاعل مع المكورات الرئوية
يمكن العثور على كل من المستدمية النزلية والمكورات الرئوية في الجهاز التنفسي العلوي للإنسان. في دراسة للمنافسة في المختبر، تغلبت المكورات الرئوية دائمًا على المستدمية النزلية من خلال مهاجمتها ببيروكسيد الهيدروجين وإزالة الجزيئات السطحية التي تحتاجها المستدمية النزلية للبقاء على قيد الحياة.
عندما توضع كلتا البكتريا معًا في تجويف الأنف، في غضون أسبوعين، تبقى المستدمية النزلية فقط على قيد الحياة. عندما توضع أي منهما بشكل منفصل في تجويف الأنف، يبقى كل منهما على قيد الحياة. عند فحص أنسجة الجهاز التنفسي العلوي عند الفئران المعرضة لكلا النوعين من البكتيريا، عُثر على عدد كبير للغاية من العدلات (الخلايا المناعية). في الفئران التي تعرضت لنوع واحد فقط، لم تكن العدلات موجودة.
أظهرت الفحوصات المخبرية أن العدلات المعرضة للمستدميات النزلية الميتة كانت أشد فوعة في مهاجمة المكورات الرئوية من العدلات غير المعرضة. لم يكن للعدلات المعرضة للمستدميات النزلية الميتة أي تأثير بالنسبة للمستدميات الحية.
قد يكون هناك سيناريوهان مسؤولان عن هذه الاستجابة:
1. عندما تهاجم المستدمية النزلية المكورات الرئوية، فإنها ترسل إشارات للجهاز المناعي لمهاجمتها
2. يؤدي الجمع بين النوعين إلى استجابة الجهاز المناعي التي لا تُطلق بواسطة أي من النوعين بشكل فردي.

من غير الواضح لماذا لا تتأثر المستدمية النزلية بالاستجابة المناعية.

## الإصابة
يمكن أن تسبب المستدمية النزلية التهابات الجهاز التنفسي بما في ذلك ذات الرئة والتهاب الأذن الوسطى والتهاب لسان المزمار (تورم في الحلق) والتهابات العين وعدوى مجرى الدم والتهاب السحايا. ويمكن أيضًا أن تسبب التهاب النسيج الخلوي (عدوى الجلد) والتهاب المفاصل المعدي (التهاب المفصل).

## العلاج
تنتج المستدمية النزلية بيتا لاكتاماز، وهي أيضًا قادرة على تعديل البروتينات الرابطة لبنسلين، لذلك فقد اكتسبت مقاومة لعائلة البنسلين من المضادات الحيوية. في الحالات الشديدة يُلجأ إلى السيفوتاكسيم والسيفترياكسون اللذان يصلان مباشرةً إلى مجرى الدم، وفي الحالات الأقل شدة، يُفضل الجمع بين الأمبيسيلين والسولباكتام، السيفالوسبورينات من الجيل الثاني والثالث أو الفلوروكينولونات. (لوحظ وجود المستدمية النزلية المقاومة للفلوروكينولون).
الماكروليدات والفلوروكينولونات فعالة ضد المستدمية النزلية غير معروفة النمط ويمكن استخدامها عند المرضى الذين لديهم تاريخ من الحساسية للمضادات الحيوية من عائلة بيتا لاكتام. ومع ذلك، فقد لوحظ وجود مقاومة على الماكروليدات أيضًا.

## الوقاية
تتوفر لقاحات فعالة ضد المستدمية النزلية من النوع ب منذ أوائل التسعينيات، ويوصى بها للأطفال دون سن الخامسة والمرضى الذين استُئصل عندهم الطحال. توصي منظمة الصحة العالمية بلقاح خماسي التكافؤ يجمع بين لقاحات ضد الخناق والكزاز والسعال الديكي والتهاب الكبد ب والمستدمية النزلية ب. لا يوجد دليل كاف حتى الآن على مدى فعالية هذا اللقاح خماسي التكافؤ فيما يتعلق باللقاحات الفردية.
تكلف لقاحات المستدمية النزلية حوالي سبعة أضعاف التكلفة الإجمالية للقاحات الحصبة وشلل الأطفال والسل والخناق والكزاز والسعال الديكي. وبالتالي، في حين تم تلقيح 92% من سكان البلدان المتقدمة ضد المستدمية النزلية ب اعتبارًا من عام 2003، كانت تغطية التلقيح 42% للبلدان النامية و 8% فقط للبلدان الأقل نموًا.
لا يوفر لقاح المستدمية النزلية ب الوقاية للأنماط المصلية الأخرى من المستدمية النزلية مثل النمط أ أو ج أو د أو ي أو ف.
طُور اللقاح الفموي ضد المستدمية النزلية غير معروفة النمط عند المرضى المصابين بالتهاب القصبات المزمن، لكنه لم يثبت فعاليته في تقليل عدد وشدة تفاقم نوبات مرض الانسداد الرئوي المزمن.

## أنتقال المرض
تنتشرالبكتيريا عادة في الأنف والفم وخاصة الحلق، عند البشر لان تلك الاعضاء هي الاتصال الأول للجسم مع البيئة الخارجية.وتنتشر من الطفل المصاب عن طريق الرذاذ المتطاير من الأنف والحنجرة عند ما يعطس أو يسعل أو عند الأختلاط بين الأطفال ومشاركتهم الألعاب نفسها.وتتراوح فترة الحضانة بين يومين إلى أربعة أيام.

## وصلات خارجية
_* Hib information on the منظمة الصحة العالمية (WHO) site.
- Fact sheet on the مراكز مكافحة الأمراض واتقائها (CDC) site.
- Hib Initiative نسخة محفوظة 5 سبتمبر 2008 على موقع واي باك مشين.—from جامعة جونز هوبكينز، مدرسة لندن لحفظ الصحة وطب المناطق الحارة، مراكز مكافحة الأمراض واتقائها & WHO
- November 2nd: World Pneumonia Day Website نسخة محفوظة 10 أبريل 2009 على موقع واي باك مشين.
- Centers for Disease Control and Prevention (2012). "Ch. 7: Haemophilus influenzae". في Atkinson W, Wolfe S, Hamborsky J (المحرر). Epidemiology and Prevention of Vaccine-Preventable Diseases (ط. 12th). Washington DC: Public Health Foundation. ص. 87–100. مؤرشف من الأصل في 2017-03-10.{{استشهاد بكتاب}}:  صيانة الاستشهاد: أسماء متعددة: قائمة المحررين (link)